# Phyllachora anacardiarum
Phyllachora anacardiarum är en svampart som beskrevs av Chardón 1934. Phyllachora anacardiarum ingår i släktet Phyllachora och familjen Phyllachoraceae.   Inga underarter finns listade i Catalogue of Life.